# Великий Ут
Вели́кий Ут (рос. Большой Ут) — село у складі Ачитського міського округу Свердловської області.
Населення — 503 особи (2010, 549 2002).
Національний склад станом на 2002 рік: росіяни — 99 %.